# Frank and Mary Smith House
Das Frank and Mary Smith House ist ein historisches, landwirtschaftlich genutztes Haus in Willow Spring in North Carolina. Das Haus wurde um 1880 in der heutigen John Adams Road 2935 erbaut und ist seit September 2003 im National Register of Historic Places aufgelistet.